# 大阪府道・京都府道6号枚方亀岡線
大阪府道・京都府道6号枚方亀岡線（おおさかふどう・きょうとふどう6ごう ひらかたかめおかせん）は、大阪府枚方市から京都府亀岡市に至る主要地方道（大阪府道・京都府道）である。

## 概要
大阪府北東部の北河内地域にある枚方市から京都府中西部の南丹地域の中心都市である亀岡市に至る、現行の道路法に基づく主要地方道として全国で初めて指定された路線のうちの1つである。枚方市から高槻市にかけては国道170号および国道171号と重複しており、起点の枚方市に府道6号の路線番号を示すものが地図上などに存在しない。

### 路線データ
- 起点 : 大阪府枚方市枚方大橋南詰交差点
- 終点 : 京都府亀岡市安町
- 実延長：25.1068 km
  - 大阪府管理延長：19.086 km[1]
  - 京都府管理延長：6.0208 km[2]

## 歴史

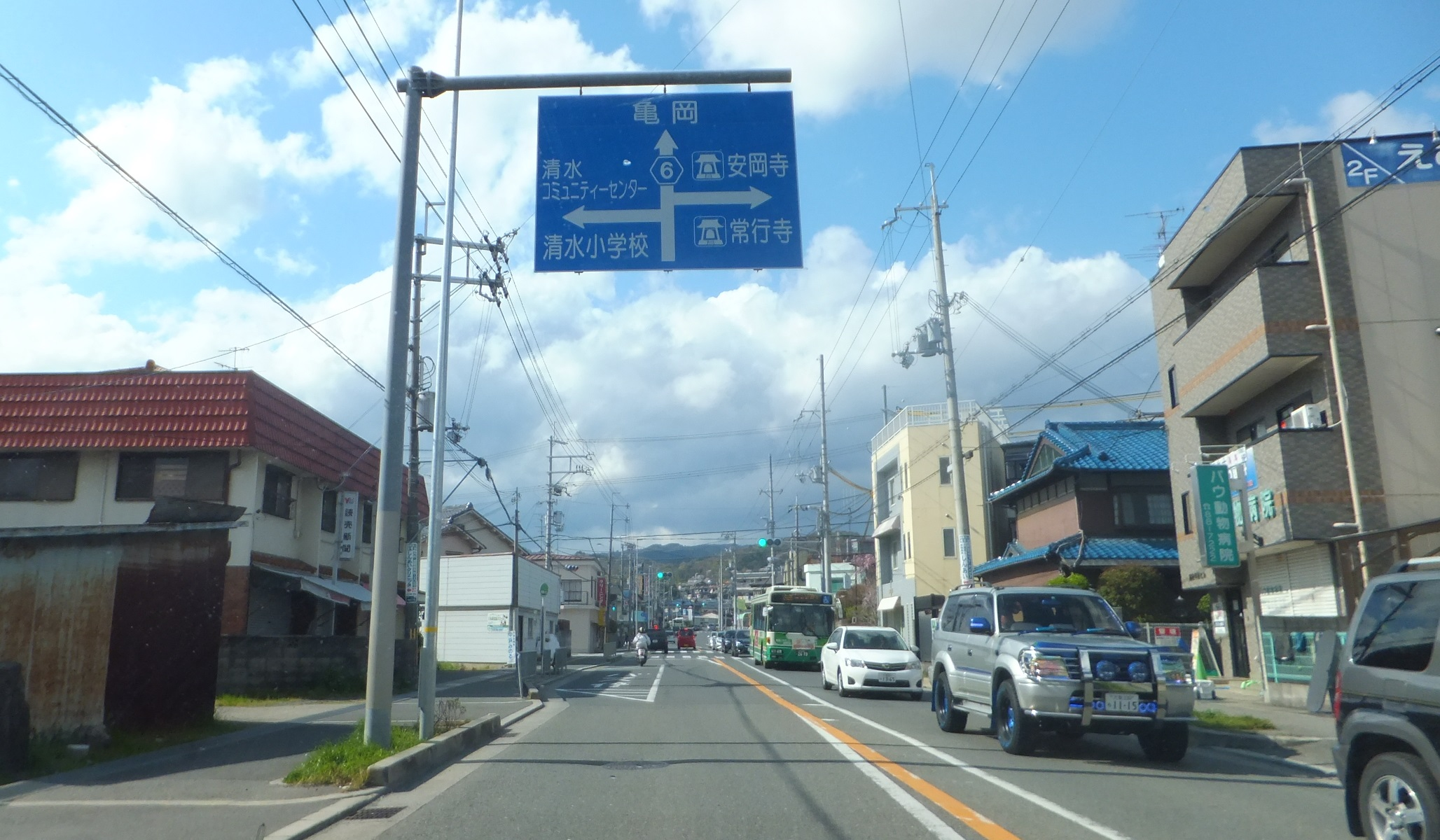
高槻市立清水小学校前
大阪府高槻市浦堂2丁目で撮影

本路線は、旧道路法（大正8年法律第58号）によって府道高槻枚方線、府道高槻亀岡線、府道亀岡高槻線として指定されていた路線を継承したものである。道路法（昭和27年法律第180号）第56条の規定に基づき、主要な都道府県道として1954年に枚方市～南桑田郡亀岡町が指定された。1971年の第3次主要地方道指定時の別表には府県枚方亀岡線と誤表記されている。

### 年表
- 1954年（昭和29年）
  - 1月20日
    - 建設省（現・国土交通省）が主要地方道枚方亀岡線として指定。
大阪府枚方市で一級国道1号から分岐し枚方大橋で淀川を渡り、高槻市街で二級国道171号京都神戸線に少し重複した後、北摂山地を縦断し京都府南桑田郡樫田村を経て南桑田郡亀岡町安町で一級国道9号・主要地方道池田亀岡線に接続する路線として制定された。

  - 11月1日
    - 大阪府が主要地方道枚方亀岡線として認定[5]。
- 1955年（昭和30年）10月18日
京都府が主要地方道枚方亀岡線（整理番号13）として認定[6]。
- 1958年（昭和33年）4月1日 - 沿線の京都府南桑田郡樫田村が大阪府高槻市へ編入（越境合併）。
- 1959年（昭和34年）12月18日 - 亀岡市安町付近で重複の一級国道9号が亀岡バイパスの開通に伴い一般府道王子並河線へ降格。
- 1962年（昭和37年）5月1日 - 枚方市～高槻市八丁畷間が二級国道170号高槻橋本線に昇格され重複区間に。
- 1983年（昭和58年）2月1日 - 終点の安町で接続していた主要地方道池田亀岡線（整理番号14）の廃止[7]に伴い、安町では他の主要地方道との接続がなくなる。
- 1993年（平成5年）5月11日 - 建設省から、府道枚方亀岡線が枚方亀岡線として主要地方道に再指定される[8]。
- 1994年（平成6年）4月1日 - 京都府が整理番号を13から6へ変更。

## 路線状況
都市計画によると、高槻市の国道171号柳原交差点より分岐して北部大阪都市計画道路3・5・207-36号芥川上の口線を北上する計画となっている。殿町交差点から真上3丁目交差点にかけての区間は供用中であるが、柳原交差点から殿町交差点にかけての区間は2012年8月現在も着工に至っていない。
大阪府が2010年に実施した交通センサスによると、京都府境に程近い高槻市出灰における大型車混入率は12.4%となっており、ダンプカーも多い。
なお、2012年4月12日に発生した法面の土砂崩落により、亀岡市上矢田町から亀岡市東別院町小泉（大阪府境）まで全面通行止め規制が行われていたが、2012年8月3日に通行止め規制は解除された。

### バイパス
鍬山バイパス
亀岡市上矢田町に整備された延長1,140mのバイパス道路。2009年（平成21年）2月28日に供用開始。

### 重複区間
- 大阪府道13号京都守口線（大阪府枚方市桜町・枚方大橋南詰交差点 - 大阪府枚方市桜町）
- 国道170号（大阪府枚方市桜町・枚方大橋南詰交差点 - 大阪府高槻市京口町・八丁畷交差点）
- 大阪府道139号枚方茨木線（大阪府枚方市桜町 - 大阪府高槻市大塚町5丁目・大塚町南交差点）
- 国道171号・大阪府道14号大阪高槻京都線（大阪府高槻市京口町・八丁畷交差点 - 大阪府高槻市朝日町・今城町交差点）
- 大阪府道733号柚原向日線（大阪府高槻市田能飛田 - 大阪府高槻市田能山崎）
- 大阪府道・京都府道43号豊中亀岡線（大阪府高槻市杉生河原田 - 京都府亀岡市安町）
- 大阪府道・京都府道46号茨木亀岡線（大阪府高槻市杉生河原田 - 京都府亀岡市下矢田町2丁目・下矢田交差点）
- 京都府道402号王子並河線（京都府亀岡市北町 - 京都府亀岡市安町）

### 道路施設
枚方大橋
枚方市と高槻市の間を流れる淀川を跨ぐ橋。国道170号重複区間である。
樫田トンネル
高槻市樫田地区にあるトンネル。峠の直下を通過しており、これより高槻市街地へは芥川と、亀岡市街地へは年谷川とそれぞれ沿っている。

## 地理
起点から終点にかけ、ほぼ一貫して北へ向かう。高槻市から亀岡市にかけては芥川、田能川を縫うように沿いながら山を越えるため、細かなカーブはたくさんあるが、大筋で見ると高槻市と亀岡市を南北まっすぐに結んでおり、大阪市から国道9号への抜け道としての利用も可能である。

### 通過する自治体
高槻市を通過した後、京都市から亀岡市にかけて再び高槻市を通過している。この地区は1958年3月31日まで京都府南桑田郡樫田村であった。府を越えて合併し、大阪府高槻市の一部となった経緯がある。
- 大阪府
  - 枚方市
  - 高槻市
- 京都府
  - 京都市（西京区）
- 大阪府
  - 高槻市
- 京都府
  - 亀岡市

### 交差する道路
- 国道170号・大阪府道21号八尾枚方線・大阪府道13号京都守口線（大阪府枚方市桜町・枚方大橋南詰交差点、起点）
- 大阪府道139号枚方茨木線（大阪府高槻市大塚町5丁目・大塚町南交差点）
- 国道170号（高槻市・八丁畷交差点）
- 大阪府道14号大阪高槻京都線（大阪府高槻市辻子・辻子交差点）
- 大阪府道17号枚方高槻線（大阪府高槻市城東町・城東町交差点）
- 国道171号（大阪府道14号大阪高槻京都線 重複）・京都府道79号伏見柳谷高槻線（大阪府高槻市城北町・八丁畷交差点）
- 大阪府道16号大阪高槻線（大阪府高槻市城北町・高槻市役所前交差点）
- 国道171号（大阪府高槻市朝日町・今城町交差点）
- 大阪府道67号西京高槻線（大阪府高槻市西真上・殿町交差点）
- 大阪府道733号柚原向日線（大阪府高槻市田能飛田）
- 大阪府道733号柚原向日線（大阪府高槻市田能山崎）
- 大阪府道46号茨木亀岡線（大阪府道43号豊中亀岡線 重複）（高槻市杉生）
- 国道9号（亀岡市下矢田町・下矢田交差点）
- 京都府道402号王子並河線（京都府亀岡市北町）
- 京都府道402号王子並河線・京都府道403号亀岡停車場線（京都府亀岡市安町、終点）

### 沿線にある施設など
- サンスター
- 大阪府立芥川高等学校
- みどりヶ丘病院
- 高槻樫田温泉
- 高槻カントリークラブ
- 鍬山神社
- 丹波亀山城址

### 主な峠
- 昇尾峠